# Egyházasfalu
Egyházasfalu es un pueblo húngaro perteneciente al distrito de Sopron en el condado de Győr-Moson-Sopron, con una población en 2013 de 866 habitantes.
El actual pueblo fue fundado en 1933 mediante la fusión de tres aldeas de origen medieval llamadas Egyházasfalu, Dasztifalu y Kisgógánfa. A ellas se sumó en 1950 el vecino pueblo de Keresztény, que había tenido importancia en la Edad Media por haber sido una de las pocas propiedades templarias del reino de Hungría. La localidad es el lugar de origen del físico e ingeniero Károly Simonyi, padre del también ingeniero Charles Simonyi, conocido este último por ser uno de los creadores del programa informático Microsoft Office.
Se ubica unos 20 km al sur de la capital distrital Sopron, en el límite con el condado de Vas.